# 山田竹治

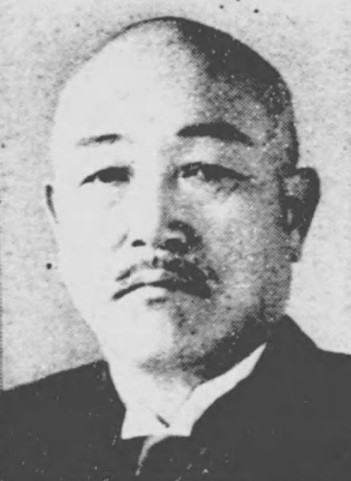
山田竹治

山田 竹治（やまだ たけじ、1885年3月27日 - 1960年2月15日）は、日本の政治家。衆議院議員（1期）。

## 経歴
東京都出身。日露戦争に従軍する。その後、東京市議、東京府議、同議長を歴任し、1942年の第21回衆議院議員総選挙（いわゆる翼賛選挙）では東京4区（当時）から大政翼賛会の推薦を受けずに当選する。所属は翼賛政治会から大日本政治会を経て、終戦後は日本進歩党となった。1946年の第22回衆議院議員総選挙には立候補しなかった。その後は政界に復帰することなく1960年に死去した。
この他江東運輸、三友タクシーの各社長や長野県で温泉旅館を経営した。